# Mediatori e carrozze
Mediatori e carrozze è un mediometraggio del 1983 diretto da Augusto Tretti, da un progetto di Ermanno Olmi e Paolo Valmarana. Gli interpreti sono attori non professionisti.

## Trama
Augusto Profili è un insegnante che vorrebbe investire i suoi risparmi. Decisosi ad acquistare una seconda casa viene a contatto con alcuni personaggi piuttosto loschi, i mediatori. Dopo averla acquistata però, il mercato immobiliare subisce un crollo. Il protagonista decide perciò di rivendere l'appartamento, ma non trova più un compratore e alla fine viene raggirato da un mediatore, che lo convince a scambiare l'alloggio con delle antiche carrozze.